# Polo aquático no Campeonato Mundial de Esportes Aquáticos de 2015 - Feminino
O torneio feminino de polo aquático no Campeonato Mundial de Esportes Aquáticos de 2015 em Cazã na Rússia foi disputado entre 26 de julho e 7 de agosto.

## Medalhistas
| Ouro | Prata | Bronze |
| Estados Unidos · Kami Craig · Rachel Fattal · Makenzie Fischer · Kaleigh Gilchrist · Ashley Grossman · Samantha Hill · Ashleigh Johnson · Courtney Mathewson · Madeline Musselman · Kiley Neushul · Melissa Seidemann · Maggie Steffens · Alys Williams | Países Baixos · Laura Aarts · Amarens Genee · Dagmar Genee · Lieke Klaassen · Maud Megens · Marloes Nijhuis · Vivian Sevenich · Yasemin Smit · Nomi Stomphorst · Leonie van der Molen · Catharina van der Sloot · Isabella van Toorn · Debby Willemsz | Itália · Rosaria Aiello · Laura Barzon · Roberta Bianconi · Tania Di Mario · Giulia Emmolo · Teresa Frassinetti · Arianna Garibotti · Giulia Gorlero · Francesca Pomeri · Elisa Queirolo · Federica Radicchi · Chiara Tabani · Laura Teani |

## Formato da disputa
Os 16 participantes foram divididos em quatro grupos com quatro integrantes de primeira fase. As equipes enfrentam as outras equipes de seu grupo uma única vez, ao final das três rodadas, a primeira colocada de cada grupo se classifica direto para as quartas-de-final. As equipes que ocuparem a segunda e a terceira posições disputarão as oitavas-de-final. A quarta colocada de cada grupo disputará do 13º ao 16º lugar.

## Primeira fase
Todas as partidas seguem o horário local  (UTC+3)

### Grupo A
| Pos. | Seleção       | PT | J | V | E | D | GM | GS | SG  |
| ---- | ------------- | -- | - | - | - | - | -- | -- | --- |
| 1.   | Espanha       | 6  | 3 | 3 | 0 | 0 | 49 | 15 | +34 |
| 2.   | Canadá        | 4  | 3 | 2 | 0 | 1 | 38 | 22 | +16 |
| 3.   | Cazaquistão   | 2  | 3 | 1 | 0 | 2 | 25 | 35 | -10 |
| 4.   | Nova Zelândia | 0  | 3 | 0 | 0 | 3 | 12 | 52 | -40 |

| 26 de julho de 2015 09:30 | Súmula | Canadá                                     | 15–6 | Nova Zelândia | Cazã Público: 865 Árbitros: Fabio Toffoli (BRA), Tadao Tahara (JPN) |
| 26 de julho de 2015 09:30 | Súmula | Pontuação por períodos: 5–1, 2–3, 4–2, 4–0 |      |               | Cazã Público: 865 Árbitros: Fabio Toffoli (BRA), Tadao Tahara (JPN) |

| 26 de julho de 2015 10:50 | Súmula | Cazaquistão                                | 7–14 | Espanha | Cazã Público: 993 Árbitros: Anne Grandin (FRA), Ni Shi Wei (CHN) |
| 26 de julho de 2015 10:50 | Súmula | Pontuação por períodos: 0–4, 2–5, 1–1, 4–4 |      |         | Cazã Público: 993 Árbitros: Anne Grandin (FRA), Ni Shi Wei (CHN) |

| 28 de julho de 2015 20:10 | Súmula | Espanha                                    | 23–2 | Nova Zelândia | Cazã Público: 300 Árbitros: Ursula Wengenroth (SUI), Fabio Toffoli (BRA) |
| 28 de julho de 2015 20:10 | Súmula | Pontuação por períodos: 3–0, 7–1, 5–1, 8–0 |      |               | Cazã Público: 300 Árbitros: Ursula Wengenroth (SUI), Fabio Toffoli (BRA) |

| 28 de julho de 2015 21:30 | Súmula | Canadá                                     | 17–4 | Cazaquistão | Cazã Público: 240 Árbitros: György Kun (HUN), Ni Shi Wei (CHN) |
| 28 de julho de 2015 21:30 | Súmula | Pontuação por períodos: 4–1, 2–1, 3–2, 8–0 |      |             | Cazã Público: 240 Árbitros: György Kun (HUN), Ni Shi Wei (CHN) |

| 30 de julho de 2015 13:30 | Súmula | Canadá                                     | 6–12 | Espanha | Cazã Público: 321 Árbitros: György Kun (HUN), Mark Koganov (AZE) |
| 30 de julho de 2015 13:30 | Súmula | Pontuação por períodos: 1–5, 2–4, 2–2, 1–1 |      |         | Cazã Público: 321 Árbitros: György Kun (HUN), Mark Koganov (AZE) |

| 30 de julho de 2015 17:30 | Súmula | Cazaquistão                                | 14–4 | Nova Zelândia | Cazã Público: 985 Árbitros: Ursula Wengenroth (SUI), Tadao Tahara (JPN) |
| 30 de julho de 2015 17:30 | Súmula | Pontuação por períodos: 3–0, 4–0, 4–1, 3–3 |      |               | Cazã Público: 985 Árbitros: Ursula Wengenroth (SUI), Tadao Tahara (JPN) |

### Grupo B
| Pos. | Seleção       | PT | J | V | E | D | GM | GS | SG  |
| ---- | ------------- | -- | - | - | - | - | -- | -- | --- |
| 1.   | Austrália     | 6  | 3 | 3 | 0 | 0 | 35 | 14 | +21 |
| 2.   | Países Baixos | 4  | 3 | 2 | 0 | 1 | 38 | 18 | +20 |
| 3.   | Grécia        | 2  | 3 | 1 | 0 | 2 | 36 | 22 | +14 |
| 4.   | África do Sul | 0  | 3 | 0 | 0 | 3 | 6  | 61 | -55 |

| 26 de julho de 2015 12:10 | Súmula | Austrália                                  | 8–7 | Grécia | Cazã Público: 1,035 Árbitros: Massimiliano Caputi (ITA), Sergey Naumov (RUS) |
| 26 de julho de 2015 12:10 | Súmula | Pontuação por períodos: 2–1, 1–3, 2–1, 3–2 |     |        | Cazã Público: 1,035 Árbitros: Massimiliano Caputi (ITA), Sergey Naumov (RUS) |

| 26 de julho de 2015 13:30 | Súmula | África do Sul                              | 1–22 | Países Baixos | Cazã Público: 1,049 Árbitros: German Moller (ARG), Ursula Wengenroth (SUI) |
| 26 de julho de 2015 13:30 | Súmula | Pontuação por períodos: 1–6, 0–5, 0–3, 0–8 |      |               | Cazã Público: 1,049 Árbitros: German Moller (ARG), Ursula Wengenroth (SUI) |

| 28 de julho de 2015 09:30 | Súmula | Países Baixos                              | 10–9 | Grécia | Cazã Público: 280 Árbitros: Boris Margeta (SLO), Radosław Koryzna (POL) |
| 28 de julho de 2015 09:30 | Súmula | Pontuação por períodos: 2–3, 2–2, 5–2, 1–2 |      |        | Cazã Público: 280 Árbitros: Boris Margeta (SLO), Radosław Koryzna (POL) |

| 28 de julho de 2015 10:50 | Súmula | Austrália                                  | 19–1 | África do Sul | Cazã Público: 456 Árbitros: Anne Grandin (FRA), Tadao Tahara (JPN) |
| 28 de julho de 2015 10:50 | Súmula | Pontuação por períodos: 6–0, 3–1, 7–0, 3–0 |      |               | Cazã Público: 456 Árbitros: Anne Grandin (FRA), Tadao Tahara (JPN) |

| 30 de julho de 2015 20:10 | Súmula | Austrália                                  | 8–6 | Países Baixos | Cazã Público: 230 Árbitros: Massimiliano Caputi (ITA), Boris Margeta (SLO) |
| 30 de julho de 2015 20:10 | Súmula | Pontuação por períodos: 2–0, 2–2, 3–2, 1–2 |     |               | Cazã Público: 230 Árbitros: Massimiliano Caputi (ITA), Boris Margeta (SLO) |

| 30 de julho de 2015 21:30 | Súmula | África do Sul                              | 4–20 | Grécia | Cazã Público: 130 Árbitros: Anne Grandin (FRA), Ni Shi Wei (CHN) |
| 30 de julho de 2015 21:30 | Súmula | Pontuação por períodos: 1–5, 1–6, 1–4, 1–5 |      |        | Cazã Público: 130 Árbitros: Anne Grandin (FRA), Ni Shi Wei (CHN) |

### Grupo C
| Pos. | Seleção        | PT | J | V | E | D | GM | GS | SG  |
| ---- | -------------- | -- | - | - | - | - | -- | -- | --- |
| 1.   | Itália         | 6  | 3 | 3 | 0 | 0 | 40 | 18 | +22 |
| 2.   | Estados Unidos | 4  | 3 | 2 | 0 | 1 | 39 | 14 | +25 |
| 3.   | Brasil         | 2  | 3 | 1 | 0 | 2 | 19 | 36 | -17 |
| 4.   | Japão          | 0  | 3 | 0 | 0 | 3 | 13 | 43 | -30 |

| 26 de julho de 2015 17:30 | Súmula | Brasil                                     | 2–13 | Estados Unidos | Cazã Público: 1,880 Árbitros: Dion Willis (RSA), Viktor Salnichenko (KAZ) |
| 26 de julho de 2015 17:30 | Súmula | Pontuação por períodos: 0–6, 0–3, 1–2, 1–2 |      |                | Cazã Público: 1,880 Árbitros: Dion Willis (RSA), Viktor Salnichenko (KAZ) |

| 26 de julho de 2015 20:10 | Súmula | Japão                                      | 3–15 | Itália | Cazã Público: 2,286 Árbitros: Francesc Buch (ESP), Mark Koganov (AZE) |
| 26 de julho de 2015 20:10 | Súmula | Pontuação por períodos: 0–5, 1–3, 2–2, 0–5 |      |        | Cazã Público: 2,286 Árbitros: Francesc Buch (ESP), Mark Koganov (AZE) |

| 28 de julho de 2015 12:10 | Súmula | Itália                                     | 10– | Estados Unidos | Cazã Público: 529 Árbitros: Georgios Stavridis (GRE), Cory Williams (NZL) |
| 28 de julho de 2015 12:10 | Súmula | Pontuação por períodos: 4–2, 2–1, 2–4, 2–2 |     |                | Cazã Público: 529 Árbitros: Georgios Stavridis (GRE), Cory Williams (NZL) |

| 28 de julho de 2015 13:30 | Súmula | Brasil                                     | 11–8 | Japão | Cazã Público: 543 Árbitros: Stephane Roy (CAN), Viktor Salnichenko (KAZ) |
| 28 de julho de 2015 13:30 | Súmula | Pontuação por períodos: 4–2, 2–1, 4–3, 1–2 |      |       | Cazã Público: 543 Árbitros: Stephane Roy (CAN), Viktor Salnichenko (KAZ) |

| 30 de julho de 2015 09:30 | Súmula | Brasil                                     | 6–15 | Itália | Cazã Público: 617 Árbitros: Cory Williams (NZL), Viktor Salnichenko (KAZ) |
| 30 de julho de 2015 09:30 | Súmula | Pontuação por períodos: 0–3, 1–5, 3–3, 2–4 |      |        | Cazã Público: 617 Árbitros: Cory Williams (NZL), Viktor Salnichenko (KAZ) |

| 30 de julho de 2015 10:50 | Súmula | Japão                                      | 2–17 | Estados Unidos | Cazã Público: 729 Árbitros: Dion Willis (RSA), Vojin Putniković (SRB) |
| 30 de julho de 2015 10:50 | Súmula | Pontuação por períodos: 0–4, 0–4, 1–6, 1–3 |      |                | Cazã Público: 729 Árbitros: Dion Willis (RSA), Vojin Putniković (SRB) |

### Grupo D
| Pos. | Seleção | PT | J | V | E | D | GM | GS | SG  |
| ---- | ------- | -- | - | - | - | - | -- | -- | --- |
| 1.   | Rússia  | 5  | 3 | 2 | 1 | 0 | 38 | 25 | +13 |
| 2.   | China   | 5  | 3 | 2 | 1 | 0 | 31 | 21 | +10 |
| 3.   | Hungria | 2  | 3 | 1 | 0 | 2 | 37 | 25 | +12 |
| 4.   | França  | 0  | 3 | 0 | 0 | 3 | 12 | 47 | -35 |

| 26 de julho de 2015 18:50 | Súmula | Rússia                                     | 16–5 | França | Cazã Público: 2,164 Árbitros: Peter de Jong (NED), Stephane Roy (CAN) |
| 26 de julho de 2015 18:50 | Súmula | Pontuação por períodos: 5–1, 3–2, 4–1, 4–1 |      |        | Cazã Público: 2,164 Árbitros: Peter de Jong (NED), Stephane Roy (CAN) |

| 26 de julho de 2015 21:30 | Súmula | Hungria                                    | 8–9 | China | Cazã Público: 200 Árbitros: Daniel Flahive (AUS), Nenad Peris (CRO) |
| 26 de julho de 2015 21:30 | Súmula | Pontuação por períodos: 1–4, 4–1, 2–1, 1–3 |     |       | Cazã Público: 200 Árbitros: Daniel Flahive (AUS), Nenad Peris (CRO) |

| 28 de julho de 2015 17:30 | Súmula | França                                     | 4–13 | China | Cazã Público: 1,700 Árbitros: Adrian Alexandrescu (ROU), Peter de Jong (NED) |
| 28 de julho de 2015 17:30 | Súmula | Pontuação por períodos: 1–2, 1–0, 1–6, 1–5 |      |       | Cazã Público: 1,700 Árbitros: Adrian Alexandrescu (ROU), Peter de Jong (NED) |

| 28 de julho de 2015 18:50 | Súmula | Hungria                                    | 11–13 | Rússia | Cazã Público: 2,123 Árbitros: Nenad Peris (CRO), Joseph Peila (USA) |
| 28 de julho de 2015 18:50 | Súmula | Pontuação por períodos: 3–1, 3–4, 4–3, 1–5 |       |        | Cazã Público: 2,123 Árbitros: Nenad Peris (CRO), Joseph Peila (USA) |

| 30 de julho de 2015 12:10 | Súmula | Hungria                                    | 18–3 | França | Cazã Público: 372 Árbitros: German Moller (ARG), Stanko Ivanovski (MNE) |
| 30 de julho de 2015 12:10 | Súmula | Pontuação por períodos: 5–1, 1–1, 7–0, 5–1 |      |        | Cazã Público: 372 Árbitros: German Moller (ARG), Stanko Ivanovski (MNE) |

| 30 de julho de 2015 18:50 | Súmula | Rússia                                     | 9–9 | China | Cazã Público: 2,653 Árbitros: Georgios Stavridis (GRE), Joseph Peila (USA) |
| 30 de julho de 2015 18:50 | Súmula | Pontuação por períodos: 3–2, 1–2, 3–2, 2–3 |     |       | Cazã Público: 2,653 Árbitros: Georgios Stavridis (GRE), Joseph Peila (USA) |

## Segunda fase
{{Round16-with play-offs and third

|1 de agosto| Estados Unidos|12| Hungria|7
|1 de agosto| Brasil|8| China|10
|1 de agosto| Canadá|5| Grécia|8
|1 de agosto| Cazaquistão|1| Países Baixos|21

|3 de agosto| Espanha|5| Estados Unidos|8
|3 de agosto| Austrália (pênaltis) |7 (5)| China|7 (3)
|3 de agosto| Itália|9| Grécia|6
|3 de agosto|{{|RUS}}|9| Países Baixos|10

|5 de agosto| Estados Unidos|8| Austrália|6
|5 de agosto| Itália|5 (4)| Países Baixos(pênaltis) |5 (5)

|7 de asgosto| Estados Unidos|5| Países Baixos|4

|7 de agosto| Austrália|7 (3)| Itália (pênaltis) |7 (5)
}}

### Oitavas de final
| 1 de agosto de 2015 13:30 | Súmula | Canadá                                     | 5–8 | Grécia | Cazã Público: 2,055 Árbitros: German Moller (ARG), Vojin Putniković (SRB) |
| 1 de agosto de 2015 13:30 | Súmula | Pontuação por períodos: 3–3, 1–1, 0–2, 1–2 |     |        | Cazã Público: 2,055 Árbitros: German Moller (ARG), Vojin Putniković (SRB) |

| 1 de agosto de 2015 17:30 | Súmula | Cazaquistão                                | 1–21 | Países Baixos | Cazã Público: 2,150 Árbitros: Joseph Peila (AUS), Cory Williams (NZL) |
| 1 de agosto de 2015 17:30 | Súmula | Pontuação por períodos: 0–4, 0–7, 0–6, 1–4 |      |               | Cazã Público: 2,150 Árbitros: Joseph Peila (AUS), Cory Williams (NZL) |

| 1 de agosto de 2015 18:50 | Súmula | Estados Unidos                             | 12–7 | Hungria | Cazã Público: 780 Árbitros: Ursula Wengenroth (SUI), Daniel Flahive (AUS) |
| 1 de agosto de 2015 18:50 | Súmula | Pontuação por períodos: 3–1, 4–1, 4–1, 1–4 |      |         | Cazã Público: 780 Árbitros: Ursula Wengenroth (SUI), Daniel Flahive (AUS) |

| 1 de agosto de 2015 20:10 | Súmula | Brasil                                     | 8–10 | China | Cazã Público: 350 Árbitros: Stephane Roy (CAN), Dion Willis (RSA) |
| 1 de agosto de 2015 20:10 | Súmula | Pontuação por períodos: 1–2, 1–3, 4–3, 2–2 |      |       | Cazã Público: 350 Árbitros: Stephane Roy (CAN), Dion Willis (RSA) |

### Quartas de final
| 3 de agosto de 2015 17:30 | Súmula | Espanha                                    | 5–8 | Estados Unidos | Cazã Público: 1,460 Árbitros: Massimiliano Caputi (ITA), Georgios Stavridis (GRE) |
| 3 de agosto de 2015 17:30 | Súmula | Pontuação por períodos: 0–2, 2–3, 2–1, 1–2 |     |                | Cazã Público: 1,460 Árbitros: Massimiliano Caputi (ITA), Georgios Stavridis (GRE) |

| 3 de agosto de 2015 18:50 | Súmula | Rússia                                     | 9–10 | Países Baixos | Cazã Público: 2,319 Árbitros: Nenad Peris (CRO), Adrian Alexandrescu (ROU) |
| 3 de agosto de 2015 18:50 | Súmula | Pontuação por períodos: 1–4, 4–3, 2–1, 2–2 |      |               | Cazã Público: 2,319 Árbitros: Nenad Peris (CRO), Adrian Alexandrescu (ROU) |

| 3 de agosto de 2015 20:10 | Súmula | Austrália                                                   | 7–7 | China | Cazã Público: 370 Árbitros: Francesc Buch (ESP), Vojin Putniković (SRB) |
| 3 de agosto de 2015 20:10 | Súmula | Pontuação por períodos: 2–3, 0–1, 4–2, 1–1 Tempo extra: 5–3 |     |       | Cazã Público: 370 Árbitros: Francesc Buch (ESP), Vojin Putniković (SRB) |

| 3 de agosto de 2015 21:30 | Súmula | Itália                                     | 9–6 | Grécia | Cazã Árbitros: Mark Koganov (AZE), Radosław Koryzna (POL) |
| 3 de agosto de 2015 21:30 | Súmula | Pontuação por períodos: 1–0, 3–3, 3–2, 2–1 |     |        | Cazã Árbitros: Mark Koganov (AZE), Radosław Koryzna (POL) |

### Semifinal
| 5 de agosto de 2015 20:30 | Súmula | Estados Unidos                             | 8–6 | Austrália | Cazã Público: 1,007 Árbitros: Boris Margeta (SLO), Georgios Stavridis (GRE) |
| 5 de agosto de 2015 20:30 | Súmula | Pontuação por períodos: 2–2, 3–3, 1–0, 2–1 |     |           | Cazã Público: 1,007 Árbitros: Boris Margeta (SLO), Georgios Stavridis (GRE) |

| 5 de agosto de2015 22:00 | Súmula | Itália                                                      | 5–5 | Países Baixos | Cazã Público: 717 Árbitros: Sergey Naumov (RUS), Nenad Peris (CRO) |
| 5 de agosto de2015 22:00 | Súmula | Pontuação por períodos: 0–2, 1–3, 1–0, 3–0 Tempo extra: 4–5 |     |               | Cazã Público: 717 Árbitros: Sergey Naumov (RUS), Nenad Peris (CRO) |

### Disputa pelo bronze
| 7 de agosto de 2015 20:30 | Súmula | Austrália                                                   | 7–7 | Itália | Cazã Público: 1,508 Árbitros: Francesc Buch (ESP), Vojin Putniković (SRB) |
| 7 de agosto de 2015 20:30 | Súmula | Pontuação por períodos: 2–3, 1–2, 2–0, 2–2 Tempo extra: 3–5 |     |        | Cazã Público: 1,508 Árbitros: Francesc Buch (ESP), Vojin Putniković (SRB) |

### Final
| 7 de agosto de 2015 22:00 | Súmula | Estados Unidos                             | 5–4 | Países Baixos | Cazã Público: 2,305 Árbitros: Sergey Naumov (RUS), Massimiliano Caputi (ITA) |
| 7 de agosto de 2015 22:00 | Súmula | Pontuação por períodos: 0–1, 2–1, 3–1, 0–1 |     |               | Cazã Público: 2,305 Árbitros: Sergey Naumov (RUS), Massimiliano Caputi (ITA) |

## Disputa do 5º ao 8º lugar
|  | Semifinais        | Semifinais  |       |             | 5º lugar         | 5º lugar |  |
|  |                   |             |       |             |                  |          |  |
|  | 5 de agosto       |             |       |             |                  |          |  |
|  | Espanha           | 9           |       |             |                  |          |  |
|  | China             | 10          |       |             |                  |          |  |
|  |                   |             |       |             |                  |          |  |
|  |                   |             |       |             | 7 de agosto      |          |  |
|  |                   |             |       |             | China (pênaltis) | 9 (4)    |  |
|  |                   | Grécia      | 9 (3) |             |                  |          |  |
|  |                   |             |       |             |                  |          |  |
|  |                   |             |       |             |                  |          |  |
|  |                   |             |       |             | 7º lugar         |          |  |
|  | 5 de agosto       | 5 de agosto |       | 7 de agosto | 7 de agosto      |          |  |
|  | Grécia (pênaltis) | 12 (4)      |       | Espanha     | 15               |          |  |
|  | Rússia            | 12 (3)      |       |             | Rússia           | 10       |  |

| 5 de agosto de 2015 15:30 | Súmula | Espanha                                    | 9–10 | China | Cazã Público: 297 Árbitros: Joseph Peila (USA), Joseph Peila (AUS) |
| 5 de agosto de 2015 15:30 | Súmula | Pontuação por períodos: 3–3, 2–1, 2–4, 2–2 |      |       | Cazã Público: 297 Árbitros: Joseph Peila (USA), Joseph Peila (AUS) |

| 5 de agosto de 2015 17:00 | Súmula | Grécia                                                      | 12–12 | Rússia | Cazã Público: 690 Árbitros: Adrian Alexandrescu (ROU), György Kun (HUN) |
| 5 de agosto de 2015 17:00 | Súmula | Pontuação por períodos: 4–3, 1–4, 3–2, 4–3 Tempo extra: 4–3 |       |        | Cazã Público: 690 Árbitros: Adrian Alexandrescu (ROU), György Kun (HUN) |

### Decisão do 7º lugar
| 7 de agosto de 2015 14:00 | Súmula | Espanha                                    | 15–10 | Rússia | Cazã Público: 1,336 Árbitros: Radoslaw Korzyna (POL), Nenad Peris (CRO) |
| 7 de agosto de 2015 14:00 | Súmula | Pontuação por períodos: 5–3, 3–4, 4–1, 3–2 |       |        | Cazã Público: 1,336 Árbitros: Radoslaw Korzyna (POL), Nenad Peris (CRO) |

### Decisão do 5º lugar
| 7 de agosto de 2015 15:30 | Súmula | China                                                       | 9–9 | Grécia | Cazã Público: 940 Árbitros: Mark Koganov (AZE), György Kun (HUN) |
| 7 de agosto de 2015 15:30 | Súmula | Pontuação por períodos: 4–2, 1–3, 2–1, 2–3 Tempo extra: 4–3 |     |        | Cazã Público: 940 Árbitros: Mark Koganov (AZE), György Kun (HUN) |

## Disputa do 9º ao 12º lugar
|  | Semifinais  | Semifinais  |   |             | 9º lugar    | 9º lugar |  |
|  |             |             |   |             |             |          |  |
|  | 3 de agosto |             |   |             |             |          |  |
|  | Canadá      | 7           |   |             |             |          |  |
|  | Hungria     | 10          |   |             |             |          |  |
|  |             |             |   |             |             |          |  |
|  |             |             |   |             | 5 de agosto |          |  |
|  |             |             |   |             | Hungria     | 22       |  |
|  |             | Brasil      | 7 |             |             |          |  |
|  |             |             |   |             |             |          |  |
|  |             |             |   |             |             |          |  |
|  |             |             |   |             | 11º lugar   |          |  |
|  | 3 de agosto | 3 de agosto |   | 5 de agosto | 5 de agosto |          |  |
|  | Cazaquistão | 5           |   | Canadá      | 20          |          |  |
|  | Brasil      | 10          |   |             | Cazaquistão | 4        |  |

| 3 de agosto de 2015 12:10 | Súmula | Canadá                                     | 7–10 | Hungria | Cazã Público: 274 Árbitros: Ursula Wengenroth (SUI), Cory Williams (NZL) |
| 3 de agosto de 2015 12:10 | Súmula | Pontuação por períodos: 1–2, 2–2, 3–2, 1–4 |      |         | Cazã Público: 274 Árbitros: Ursula Wengenroth (SUI), Cory Williams (NZL) |

| 3 de agosto de 2015 13:30 | Súmula | Cazaquistão                                | 5–10 | Brasil | Cazã Público: 155 Árbitros: Anne Grandin (FRA), Ni Shi Wei (CHN) |
| 3 de agosto de 2015 13:30 | Súmula | Pontuação por períodos: 1–2, 0–4, 2–4, 2–0 |      |        | Cazã Público: 155 Árbitros: Anne Grandin (FRA), Ni Shi Wei (CHN) |

### Decisão do 11º lugar
| 5 de agosto de 2015 10:50 | Súmula | Canadá                                     | 20–4 | Cazaquistão | Cazã Público: 235 Árbitros: Anne Grandin (FRA), Cory Williams (NZL) |
| 5 de agosto de 2015 10:50 | Súmula | Pontuação por períodos: 4–1, 5–1, 5–2, 6–0 |      |             | Cazã Público: 235 Árbitros: Anne Grandin (FRA), Cory Williams (NZL) |

### Decisão do 9º lugar
| 5 de agosto de 2015 12:10 | Súmula | Hungria                                    | 22–7 | Brasil | Cazã Público: 205 Árbitros: Ursula Wengenroth (SUI), Dion Willis (RSA) |
| 5 de agosto de 2015 12:10 | Súmula | Pontuação por períodos: 5–2, 6–2, 6–0, 5–3 |      |        | Cazã Público: 205 Árbitros: Ursula Wengenroth (SUI), Dion Willis (RSA) |

## Disputa do 13º ao 16º lugar
|  | Semifinais    | Semifinais  |   |               | 13º lugar     | 13º lugar |  |
|  |               |             |   |               |               |           |  |
|  | 1 de agosto   |             |   |               |               |           |  |
|  | Nova Zelândia | 11          |   |               |               |           |  |
|  | África do Sul | 3           |   |               |               |           |  |
|  |               |             |   |               |               |           |  |
|  |               |             |   |               | 3 de agosto   |           |  |
|  |               |             |   |               | Nova Zelândia | 7         |  |
|  |               | França      | 6 |               |               |           |  |
|  |               |             |   |               |               |           |  |
|  |               |             |   |               |               |           |  |
|  |               |             |   |               | 15º lugar     |           |  |
|  | 1 de agosto   | 1 de agosto |   | 3 de agosto   | 3 de agosto   |           |  |
|  | Japão         | 6           |   | África do Sul | 7             |           |  |
|  | França        | 9           |   |               | Japão         | 15        |  |

| 1 de agosto de 2015 10:50 | Súmula | Nova Zelândia                              | 11–3 | África do Sul | Cazã Público: 1,357 Árbitros: Anne Grandin (FRA), Tadao Tahara (JPN) |
| 1 de agosto de 2015 10:50 | Súmula | Pontuação por períodos: 2–0, 2–0, 4–3, 3–0 |      |               | Cazã Público: 1,357 Árbitros: Anne Grandin (FRA), Tadao Tahara (JPN) |

| 1 de agosto de 2015 12:10 | Súmula | Japão                                      | 6–9 | França | Cazã Público: 1,969 Árbitros: Fabio Toffoli (BRA), Peter de Jong (NED) |
| 1 de agosto de 2015 12:10 | Súmula | Pontuação por períodos: 3–2, 1–4, 1–1, 1–2 |     |        | Cazã Público: 1,969 Árbitros: Fabio Toffoli (BRA), Peter de Jong (NED) |

### Decisão do 15º lugar
| 3 de agosto de 2015 09:30 | Súmula | África do Sul                              | 7–15 | Japão | Cazã Público: 329 Árbitros: Peter de Jong (NED), German Moller (ARG) |
| 3 de agosto de 2015 09:30 | Súmula | Pontuação por períodos: 0–2, 0–2, 3–8, 4–3 |      |       | Cazã Público: 329 Árbitros: Peter de Jong (NED), German Moller (ARG) |

### Decisão do 13º lugar
| 3 de agosto de 2015 10:50 | Súmula | Nova Zelândia                              | 7–6 | França | Cazã Público: 400 Árbitros: Dion Willis (RSA), Stephane Roy (CAN) |
| 3 de agosto de 2015 10:50 | Súmula | Pontuação por períodos: 1–2, 3–2, 1–2, 2–0 |     |        | Cazã Público: 400 Árbitros: Dion Willis (RSA), Stephane Roy (CAN) |

## Classificação final
| Pos.              | Seleção                    |
| ----------------- | -------------------------- |
| Medalha de ouro   | Estados Unidos (4º título) |
| Medalha de prata  | Países Baixos              |
| Medalha de bronze | Itália                     |
| 4                 | Austrália                  |
| 5                 | China                      |
| 6                 | Grécia                     |
| 7                 | Espanha                    |
| 8                 | Rússia                     |
| 9                 | Hungria                    |
| 10                | Brasil                     |
| 11                | Canadá                     |
| 12                | Cazaquistão                |
| 13                | Nova Zelândia              |
| 14                | França                     |
| 15                | Japão                      |
| 16                | África do Sul              |